# Граф перетинів
В теорії графів графом перетинів називається граф, що подає схему перетинів сімейства множин. Будь-який граф можна подати як граф перетинів, але деякі важливі спеціальні класи можна визначити за допомогою типів множин, що використовуються для подання у вигляді перетинів множин.
Огляд теорії графів перетинів і важливих спеціальних класів графів перетинів наведено в книзі Маккі і Макморріса.

## Формальне визначення
Граф перетинів — це неорієнтований граф, утворений з сімейства множин
{\displaystyle S_{i},i=0,1,2,...}
створенням вершини {\displaystyle v_{i}} для кожної множини {\displaystyle S_{i}} і з'єднанням двох вершин {\displaystyle v_{i}} і {\displaystyle v_{j}} ребром, якщо відповідні дві множини мають непорожній переріз, тобто
{\displaystyle E(G)=\{\{v_{i},v_{j}\}|S_{i}\cap S_{j}\neq \emptyset \}}.

## Всі графи є графами перетинів
Будь-який неорієнтований граф G можна подати як граф перетинів — для будь-якої вершини {\displaystyle v_{i}} графа G утворимо множину {\displaystyle S_{i}}, що складається з ребер, інцидентних {\displaystyle v_{i}}. Дві таких множини мають непорожній переріз тоді і лише тоді, коли відповідні вершини належать одному ребру. Ердеш, Ґудмен і Поза показали більш ефективну побудову (яка вимагає менше елементів у всіх множинах {\displaystyle S_{i}}), в якій загальна кількість елементів у множинах не перевершує {\displaystyle n^{2}/4}, де n — число вершин у графі. За їх твердженням, виявленням, що всі графи є графами перетинів, вони завдячують Марчевському, але також згадують і роботи Чулика. Число перетинів графа — це мінімальне число елементів у поданнях графа, як графа перетинів.

## Класи графів перетинів
Багато важливих сімейств графів можна описати як графи перетинів обмежених типів множин, наприклад, множин, отриманих з деяких геометричних конфігурацій:
- Інтервальний граф визначається як граф перетинів інтервалів на прямій, або зв'язних підграфів — шляхів.
- Граф дуг кола визначається як граф перетинів дуг кола.
- Коловий граф визначається як граф перетинів множини хорд кола.
- Граф многокутників на колі визначається як граф перетинів многокутників з вершинами, що лежать на колі.
- Одна з характеристик хордальних графів — це те, що вони є графами перетинів зв'язних підграфів дерева.
- Трапецеїдальний граф визначається як граф перетинів трапецій, утворених двома паралельними прямими. Він є узагальненням поняття графа перестановки, який, у свою чергу, є окремим випадком сімейства доповнень графів порівнянності, відомих як графи копорівнянності.
- Граф одиничних кіл визначається як граф перетинів одиничних кіл на площині.
- Теорема про пакування кіл стверджує, що планарні графи — це точно графи перетинів сімейств замкнутих дисків на площині, що не перетинаються (дозволено дотик).
- Гіпотеза Шейнермана (тепер — теорема) стверджує, що будь-який планарний граф можна подати у вигляді графа перетинів відрізків на площині. Однак графи перетинів відрізків на прямій можуть бути непланарними, і розпізнавання графів перетинів відрізків на прямій є повним[en] для теорії існування дійсних чисел[en] [5] .
- Реберний граф графа G визначається як граф перетинів ребер графа G, де кожне ребро розглядається як множина з двох його кінцевих вершин.
- Струнний граф — це граф перетинів кривих на площині.
- Граф має рамковість k, якщо він є графом перетинів багатовимірних прямокутників розмірності k, але не менших розмірностей.

## Варіації та узагальнення
- Теоретичними аналогами порядку графів перетинів є порядки вкладеності[en] . Точно так само, як подання графа перетинів позначає кожну вершину множиною інцидентних їй ребер, що мають непорожній перетин, подання порядку вкладеності f частково впорядкованої множини позначає кожен елемент такою множиною, що для будь-якого x і y в ній {\displaystyle x\leq y} тоді і тільки тоді, коли{\displaystyle f(x)\subseteq f(y)}.